# Stepan Marjanjan
Stepan Mailovič Marjanjan (in russo Степан Маилович Марянян?; Dinskaja, 21 settembre 1991) è un lottatore russo, specializzato nella lotta greco-romana.

## Biografia
È riuscito a salire sul podio per la Russia ai mondiali di Parigi 2017, dove ha ottenuto il bronzo, Budapest 2018 in cui ha vinto il torneo e Nur-Sultan 2019, guadagnando l'argento.
Ai Giochi europei di Baku 2015 e Minsk 2019 ha vinto la medaglia d'oro. Si è laureato campione continentale anche agli europei di Bucarest 2019.
Alla Coppa del mondo individuale di Belgrado, competizione che ha preso il posto dei mondiali, annullati a causa dell'insorgere emergenza sanitaria, conseguenza della pandemia di COVID-19, ha vinto la medaglia d'aregenro, perdendo in finale contro il kirghizo Zholaman Sharshenbekov.
Ha rappresentato la Federazione russa di lotta ai mondiali di Oslo 2021, dove ha ottenuto il bronzo.

## Palmarès

### Per la Russia
- Mondiali

Parigi 2017: bronzo nei 59 kg.
Budapest 2018: oro nei 63 kg.
Nur-Sultan 2019: argento nei 63 kg.
- Europei

Bucarest 2019: oro nei 63 kg.
- Giochi europei

Baku 2015: oro nei 59 kg.
Minsk 2019: oro nei 60 kg.

### Per la Federazione russa di lotta
- Mondiali

Oslo 2021: bronzo nei 60 kg.

## Altre competizioni internazionali
2020
- Argento nei 60 kg nella Coppa del mondo individuale ( Belgrado)